# WASP-10
WASP-10 – gwiazda typu widmowego K znajdująca się w gwiazdozbiorze Pegaza 293 lata świetlne od Ziemi. Po obserwacji gwiazdy w ramach projektu SuperWASP, WASP-10 zakwalifikowano do gwiazd zmiennych. Wokół WASP-10 krąży planeta WASP-10 b. 

## System planetarny
W 2008 roku odkryto krążącą wokół WASP-10 planetę WASP-10 b. Odkrycia dokonano metodą tranzytu w ramach projektu SuperWASP. 